# Coriza
Còriza o anche Còrizza (in albanese Korça) è un comune albanese, capoluogo dell'omonima prefettura. Si trova nell'Albania centro-meridionale, non lontana dai confini con Grecia e Macedonia del Nord.
In seguito alla riforma amministrativa del 2015, a Coriza sono stati accorpati i comuni di Drenovë, Lekas, Mollaj, Qendër Bulgarec, Vithkuq, Voskop e Voskopoja, portando la popolazione complessiva a 75 994 abitanti (dati censimento 2011).
È la sesta città più grande dell'Albania. Si trova su un altopiano a circa 850 m sopra il livello del mare, circondato dalle montagne della Morava.

## Etimologia
Coriza è chiamata diversamente in altre lingue: aromeno: Curceaua o Corceao; bulgaro: Горица, Goritsa; greco: Κορυτσά, Korytsa; macedone: Горица, Goritsa; turco: Görice. La parola gorica significa collina nelle lingue slave meridionali, ed è un toponimo molto comune in Albania e nei paesi slavi (ad esempio Podgorica in Montenegro, Gorizia, Dolna Gorica nel comune di Pustec e così via). È diminutivo del toponimo slavo "gora", che significa montagna, che si trova anche nei toponimi in tutti i paesi slavi e in paesi non slavi come l'Albania e la Grecia.

## Storia

### Medioevo e dominazione ottomana

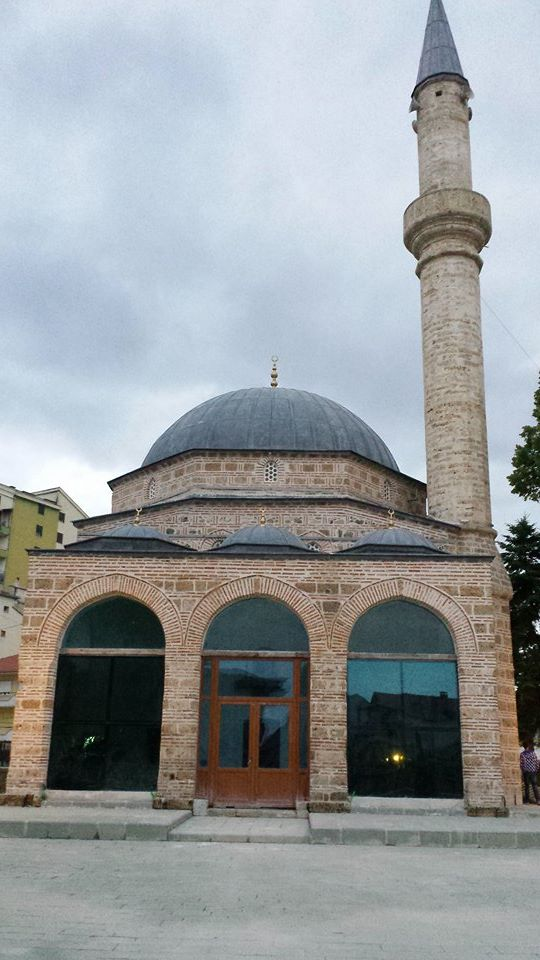
La Moschea Iljaz Mirahori costruita nel 1494

Dal XIII secolo Coriza si trattava di un piccolo insediamento chiamato Episkopi (dal greco Επισκοπή, "vescovado"). La città moderna risale al 1480, quando Iljaz Bey Mirahor, durante il regno del sultano ottomano Bayezid II, sviluppò la città dopo essere diventato amministratore e costruì una moschea che tutt’oggi porta il suo nome. Coriza era un sangiaccato del Vilayet di Monastir nell'Impero ottomano conosciuto con il nome turco Görice.
La città iniziò a prosperare quando la vicina città di Moscopoli fu attaccata dalle truppe musulmane albanesi di Alì Pascià di Tepeleni nel 1788. Coriza crebbe come parte della sua popolazione che proveniva dalla vicina Moscopoli. Le fonti greche (Liakos e Aravandinos) hanno annotato le origini delle popolazioni aromene di Coriza, di cui la maggioranza proveniente da Moscopoli, altre provenivano dai villaggi di Shalës e Kolonjë che stabilirono il distretto del mercato della città noto come Varosh. Gli aromani del sottogruppo Arvanitovlach che all'inizio del XIX secolo giunsero nell'area giocarono un ruolo significativo nello stabilire la classe urbana cristiana di Coriza. Nell'opera dell'autore greco Psalidas, la Geografia del 1830, scrisse che nel distretto di Varosh a Korçë vivevano 100 famiglie aromene.
Secondo il diplomatico francese François Pouqueville, nel 1805 vivevano in città 1 300 famiglie, due terzi cristiane. La città passò dall'avere una popolazione di 8 200 (1875) a 18 000 (1905) abitanti e tra questi 14 000 erano classificati come greci e il resto come albanesi. Probabilmente furono considerati greci poiché aderivano al cristianesimo ortodosso, ma Michael Palairet sostenne che la maggior parte erano aromani (Vlachs). Altre fonti hanno tuttavia caratterizzato la popolazione come principalmente albanese all'inizio del ventesimo secolo, mentre altri come greca. Il greco era la lingua dell'élite e la maggior parte della popolazione aromena impegnata nel commercio, nell'artigianato e nel commercio internazionale divenne una delle comunità più ricche dell'Epiro e della Macedonia. Gli albanesi invece si impegnavano principalmente nell'allevamento, l'agricoltura ed erano per lo più poveri. Gli abitanti della città parlavano albanese e greco.

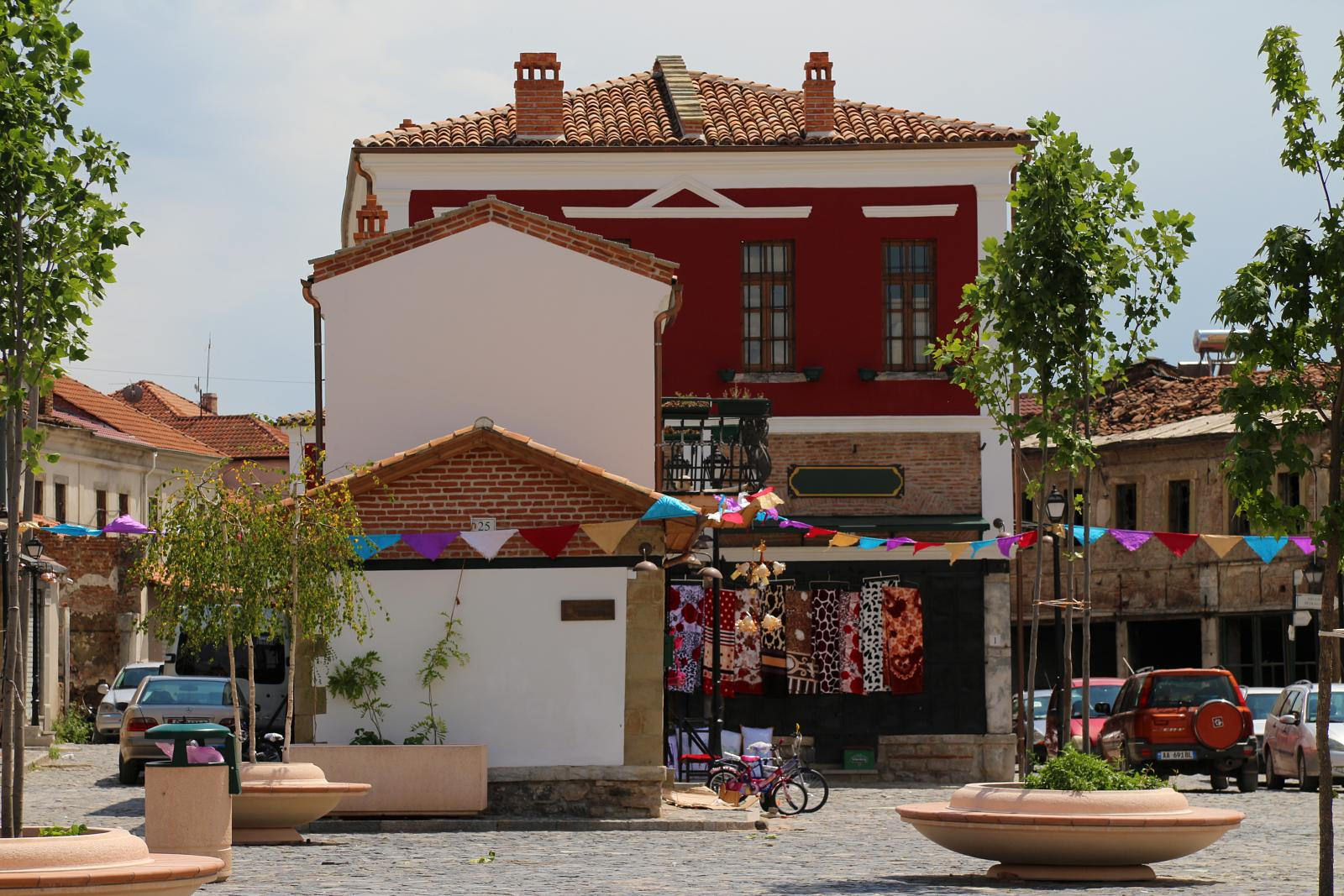
L'antico Bazar di Coriza, quasi totalmente ricostruito nel 1879

L'isolamento culturale di Coriza fu ridotto grazie alle scuole greche, la prima fondata in città nel 1724.
Successivamente, gli intellettuali rivoluzionari musulmani albanesi della città emersero negli anni intorno al 1840 con l’intento di preservare l'Albania musulmana all'interno di uno stato ottomano riformato. A causa della crescente ellenizzazione degli anni Settanta dell'Ottocento, quei sentimenti furono sostituiti dal concetto di una nazione albanese basata su fattori linguistici e culturali attraverso la lotta contro un Impero ottomano in rovina. Durante la tarda epoca ottomana, gli albanesi ortodossi coinvolti nel risveglio nazionale albanese provenivano principalmente da Coriza e dalle aree circostanti. D'altra parte, il consiglio comunale della città, noto come demogerontia (Δημογεροντία), e il vescovado della città, che si riconoscevano come greci, inviarono un memorandum segreto al dipartimento degli uffici esteri della Grecia, suggerendo vari modi per affrontare le attività degli albanesi nazionalisti. Nel 1885, Jovan Cico Kosturi divenne il fondatore di un comitato chiamato Società Culturale Albanese, insieme a Thimi Marko e Orhan Pojani, ma l'organizzazione fu soppressa dalle autorità ottomane e dalla Chiesa ortodossa, ma continuò ad operare clandestinamente e proseguì le sue attività come Comitato segreto di Coriza (Komiteti i Fshehtë i Korçës), e due anni dopo, nel marzo 1887, con l'aiuto dei fratelli Frashëri, il Comitato segreto istituì la prima scuola albanese.
Nel tardo periodo ottomano, gli abitanti di Coriza e delle aree circostanti emigrarono all'estero per maggiori opportunità economiche, andando in paesi ortodossi come Romania, Grecia e Bulgaria, mentre i musulmani andarono a Istanbul eseguendo principalmente lavori di manodopera umile.
La migrazione dei coriziani della fine del diciannovesimo secolo fu prevalentemente verso gli Stati Uniti, dove andarono a lavorare lì, risparmiando denaro e con l'intento di tornare a casa.

### Era moderna

Bandiera della Repubblica Autonoma Albanese di Coriza (1916-1920)

Il dominio ottomano su Coriza durò fino al 1912; sebbene la città e i suoi dintorni dovessero diventare parte del Principato di Bulgaria secondo il trattato di Santo Stefano del 1878, il trattato di Berlino dello stesso anno restituì l'area al dominio ottomano. Nel 1910 la "Alleanza della Chiesa" degli albanesi ortodossi locali portò alla proclamazione di una chiesa albanese da parte di Mihal Grameno, ma questo sforzo fu troppo isolato per avere un impatto sulla popolazione. La vicinanza di Coriza alla Grecia, che dichiarò l'intera popolazione ortodossa come greca, portò alla sua accanita contestazione nelle guerre balcaniche del 1912-1913. Le forze greche occuparono la regione a dispetto dagli Ottomani il 6 dicembre 1912 e in seguito procedettero ad imprigionare i nazionalisti albanesi della città. La sua annessione all'Albania nel 1913 fu contestata dalla Grecia, che la rivendicò come parte di una regione chiamata "Epiro settentrionale" e provocò una ribellione da parte della popolazione greca residente nella regione, che chiese l'intervento dell'esercito greco. Questa ribellione fu inizialmente soppressa dai comandanti olandesi della gendarmeria albanese, che consisteva in 100 albanesi guidati dal patriota ortodosso albanese Themistokli Gërmenji, e come risultato il vescovo greco-ortodosso locale Germanos e altri membri del consiglio comunale furono arrestati ed espulsi dagli olandesi.
Tuttavia, secondo i termini del Protocollo di Corfù (maggio 1914), la città divenne parte della Repubblica autonoma dell'Epiro settentrionale all'interno dei confini del principato di Albania, mentre il 10 luglio 1914 le forze dell'Epiro settentrionale greco subentrarono in città.

#### Prima guerra mondiale

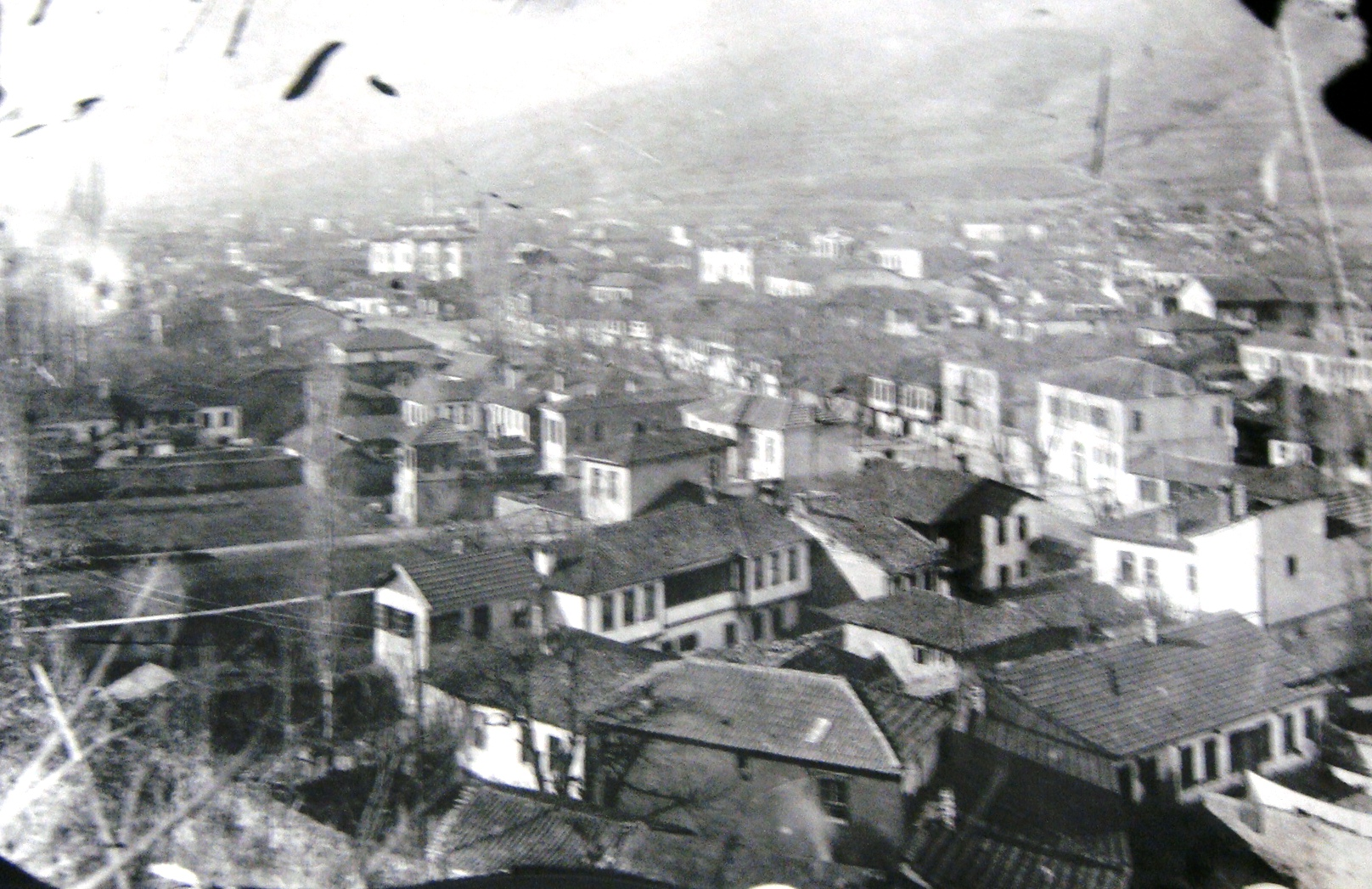
Coriza nel 1916

Nell'ottobre del 1914 la città tornò sotto l'amministrazione greca. Durante il periodo dello scisma nazionale (1916) in Grecia, scoppiò una rivolta locale, e con il supporto militare e locale Coriza passò sotto il controllo del Movimento di difesa nazionale di Eleutherios Venizelos, rovesciando le forze monarchiche. Tuttavia, a causa degli sviluppi sul Fronte macedone della prima guerra mondiale, la città passò presto sotto il controllo francese (1916-1920) come Repubblica Autonoma di Coriza.
I francesi inizialmente conferirono il controllo di Coriza e dell'area circostante agli alleati greci, ma le bande albanesi di guerriglia, dette çeta, guidate da Themistokli Gërmenji e Sali Butka combatterono contro le forze venizeliste per ottenere l'autodeterminazione albanese. L'8 dicembre 1916, il generale francese Sarrail stabilì che la politica militare francese dovesse sostenere la rivolta nazionalista albanese; convertendo la rivolta albanese alla causa alleata, Sarrail sperava di proteggere il fronte sinistro e di unirsi agli italiani a Valona per scoraggiare gli austriaci dal cercare di avanzare attraverso l'Albania. Inoltre, una Coriza alleata, pacifica e stabile sotto l'influenza francese ridusse il numero di truppe che l'esercito francese aveva bisogno di impegnare per mantenere l'area. Il 10 dicembre 1916, quattordici delegati albanesi, composti da sette musulmani e sette cristiani, proclamarono la Repubblica autonoma albanese di Coriza. I francesi accettarono queste richieste e i quattordici rappresentanti di albanesi e il colonnello Descoins firmarono un protocollo che proclamava la nascita della Repubblica Autonoma Albanese di Coriza sotto la protezione militare dell'esercito francese e con Themistokli Gërmenji come presidente. I francesi perseguirono politiche che rafforzavano le espressioni del nazionalismo albanese. Le scuole greche vennero chiuse, il clero greco e i notabili pro-greci espulsi mentre consentivano l'istruzione albanese e promuovevano l'autogoverno albanese attraverso la repubblica autonoma di Coriza, sebbene le scuole greche fossero riaperte dopo un anno e due mesi nel febbraio 1918. Un altro fattore che rafforzò i sentimenti albanesi tra la popolazione fu il ritorno di 20-30 000 emigranti albanesi ortodossi, principalmente a Coriza e nelle zone circostanti, che avevano raggiunto all'estero sentimenti nazionalisti albanesi. Il cambiamento della politica francese a sostegno degli albanesi scaturì alcune tensioni tra Francia e Italia; i francesi assicurarono agli italiani di non avere rivendicazioni territoriali nella regione di Coriza; il generale Sarrail si giustificò spiegando che le relazioni consistevano solo sul fatto che gli albanesi locali avessero proclamato la repubblica, chiedendo che fosse posto sotto la protezione francese e che Descoins avesse semplicemente rispettato i desideri della popolazione locale.
Il 16 febbraio 1918, il successore di Sarrail abrogò ufficialmente la proclamazione e, dopo il rientro della Grecia in guerra, fece concessioni alle richieste greche inclusa la riapertura delle scuole greche, ma gli albanesi si assicurarono che ciò non minacciasse la loro indipendenza. La Repubblica autonoma albanese di Coriza rimase una realtà sul territorio, continuando a governare e battere la sua bandiera, mentre la cooperazione interreligiosa fu mantenuta anche con musulmani e cristiani riconoscenti ai francesi per aver permesso loro di continuare la loro autogoverno senza troppe interferenze.
La Repubblica autonoma di Coriza fu molto importante per il movimento nazionalista albanese, poiché dimostrò al mondo una rinascita al potere per il nazionalismo albanese in una delle aree in cui era stato il più forte prima della guerra, e dimostrò anche con successo la cooperazione tra Cristiani e musulmani albanesi nel governo. Si ritiene che il governo sia stato un esperimento riuscito nell'autogestione albanese, poiché i francesi permisero all'entità di comportarsi come se fosse uno stato indipendente, coniando la propria moneta, introducendo la propria bandiera e stampando i propri francobolli. Secondo Stickney, la repubblica diede agli albanesi l'opportunità per l'autogoverno sotto la leggera tutela dei francesi, e furono in grado di costruire uno stato, senza la grande rivalità di potere che aveva assediato il precedente governo di re Guglielmo.
La Conferenza degli ambasciatori, considerando le rivendicazioni dell'Albania nei confronti dell'area, ha commissionato un rapporto della Società delle Nazioni composto da tre membri dei commissari di terra nel dicembre 1921. Un commissario, il professore finlandese J. Sederholm, probabilmente basato su rapporti di parte albanesi, notò nel 1922 che la popolazione di Coriza era "interamente albanese ed il numero dei greci era insignificante" e continuò che "ci sono, comunque, tra la popolazione due partiti, uno nazionalista e l'altro grecofilo" Alla fine rimase parte dell'Albania, come determinato dalla Commissione per i confini internazionali, che affermava i confini del paese del 1913. Sebbene durante la Conferenza di Pace di Parigi i funzionari albanesi abbiano assicurato delle assicurazioni per il riconoscimento della minoranza greca, durante il 1920 la lingua greca fu proibita nell'educazione locale, nella vita religiosa e in privato all'interno di Coriza. Nel novembre del 1921 le autorità albanesi espulsero il vescovo metropolita greco-ortodosso Jakob. Questo evento innescò dimostrazioni da parte della comunità ortodossa della città.
Le quote di immigrazione durante il 1922-24 limitarono gli ex migranti che ritornavano negli Stati Uniti e gli abitanti di Coriza quindi migrarono in Australia a Moora, nell'Australia Occidentale e a Shepperton, nel Victoria occupandosi di occupazione agricola e agricola.

#### Seconda guerra mondiale e periodo comunista
Le forze italiane occuparono Coriza nel 1939, insieme al resto del paese. Durante la guerra greco-italiana divenne la principale base d’avanzata delle forze aeree italiane. Tuttavia, la città passò sotto il controllo delle forze elleniche in avanzata, il 22 novembre 1940, durante la prima fase della controffensiva greca. La città rimase sotto il controllo greco fino all'invasione tedesca della Grecia nell'aprile del 1941. A Coriza era di base la divisione "Arezzo" e la città era una sorta di quartiere generale dell'invasione italiana della Grecia.
Durante l'occupazione, la città divenne un importante centro di resistenza comunista all'occupazione dell'Asse dell'Albania. L'istituzione del Partito del Lavoro Albanese, il Partito Comunista, fu formalmente proclamata a Coriza nel 1941. Nel gennaio 1943 partigiani albanesi avevano già attaccato i fascisti a Voskopoja.
Il 9 settembre 1943 (il giorno dopo l'armistizio di Cassibile), il generale Arturo Torriano ordinò di aprire il fuoco su una manifestazione antifascista, davanti alla moschea e alla cattedrale ortodossa. Alla manifestazione presero parte nella maggioranza gente disarmata con donne e bambini. 32 furono i morti rimasti a terra direttamente sulla piazza mentre altri 27 perderanno la vita in ospedale, per un totale di 59 morti e più di 120 feriti. Su questa vicenda e sui motivi che spinsero Torriano a far aprire il fuoco su gente inerme permangono molti dubbi mai chiariti. Tra le ipotesi, due sembrano essere quelle più probabili: quella di mantenere il recente accordo coi nazisti di stanza in città ma soprattutto quello del sospetto che, restando uccisi i capi della resistenza, invisi ad Enver Hoxha possa quest'ultimo aver spinto gli altri capi e la gente a manifestare per provocare la risposta italiana. Nella memoria ufficiale del comunismo albanese il massacro rimarrà nell'oblio. Una breve targa ricorda l'eccidio nella piazza: «il 9 settembre 1943, in questo luogo, dopo una manifestazione antifascista vennero uccisi 59 dimostranti e i feriti furono 120.».
Dopo il ritiro dell'Italia dalla guerra nel 1943, i tedeschi occuparono la città fino al 24 ottobre 1944.
Il dominio albanese fu restaurato nel 1944 in seguito al ritiro delle truppe tedesche.
Il periodo della Repubblica Popolare Socialista d'Albania fu un periodo difficile nella regione. Il presidente Enver Hoxha perseguitò i ricchi, nonostante avessero combattuto per la creazione del comunismo in Albania combattendo contro le occupazioni fasciste, e chiuse i luoghi di culto. Subito dopo la seconda guerra mondiale molte persone fuggirono a Boston, negli Stati Uniti d'America dove si unirono a una comunità di albanesi-americani, che in precedenza erano emigrati lì.

### Periodo post-comunista

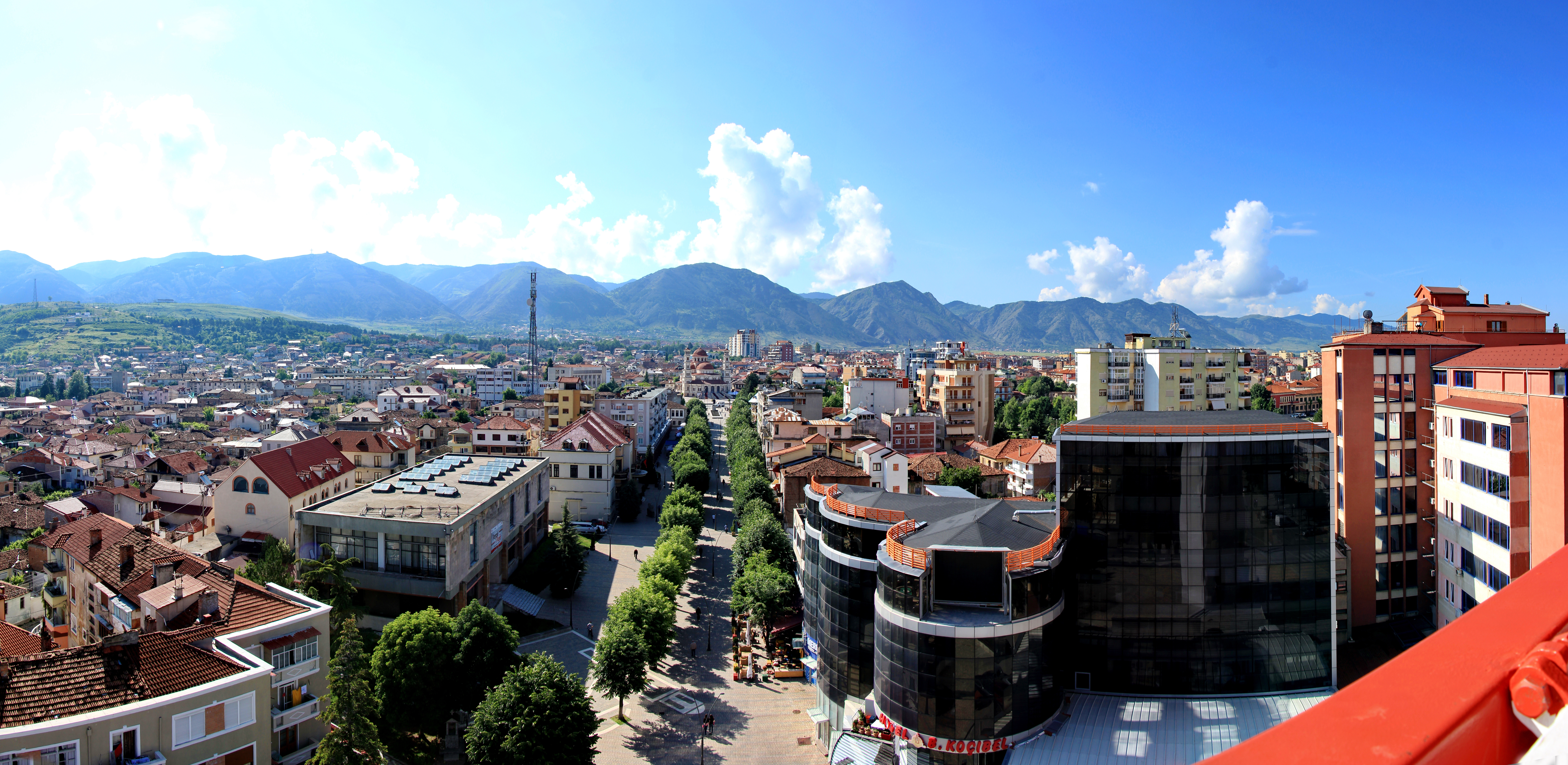
Coriza oggigiorno

Dopo il 1990, Coriza fu una delle sei città in cui il Nuovo Partito Democratico vinse tutti i collegi elettorali. Le rivolte popolari del febbraio 1991 si conclusero con la caduta della statua di Hoxha. Dopo la caduta del comunismo, la città cadde in disinteresse in molti aspetti. Tuttavia, dagli anni 2000, la città ha vissuto un rinnovamento quando le strade e i vicoli principali vennero ricostruiti, come le ville storiche, inoltre fu introdotto un calendario di eventi, dipinte le facciate dei palazzi del periodo comunista e rinvigoriti i parchi cittadini. L'Unione europea sta finanziando la ristrutturazione del vecchio bazar di Coriza mentre il centro città è stato ridisegnato ed è stata costruita una torre di guardia.

## Economia
Coriza è ai margini dell'ex palude di Maliqi, i cui lavori di bonificazione furono iniziati durante l'occupazione italiana dell'Albania ed è ora un centro di lavorazioni dei prodotti agricoli: cereali, zucchero, latticini, e soprattutto per la sua birra Korça.
Nei dintorni di Coriza si hanno giacimenti di carbone.

## Società

### Religione

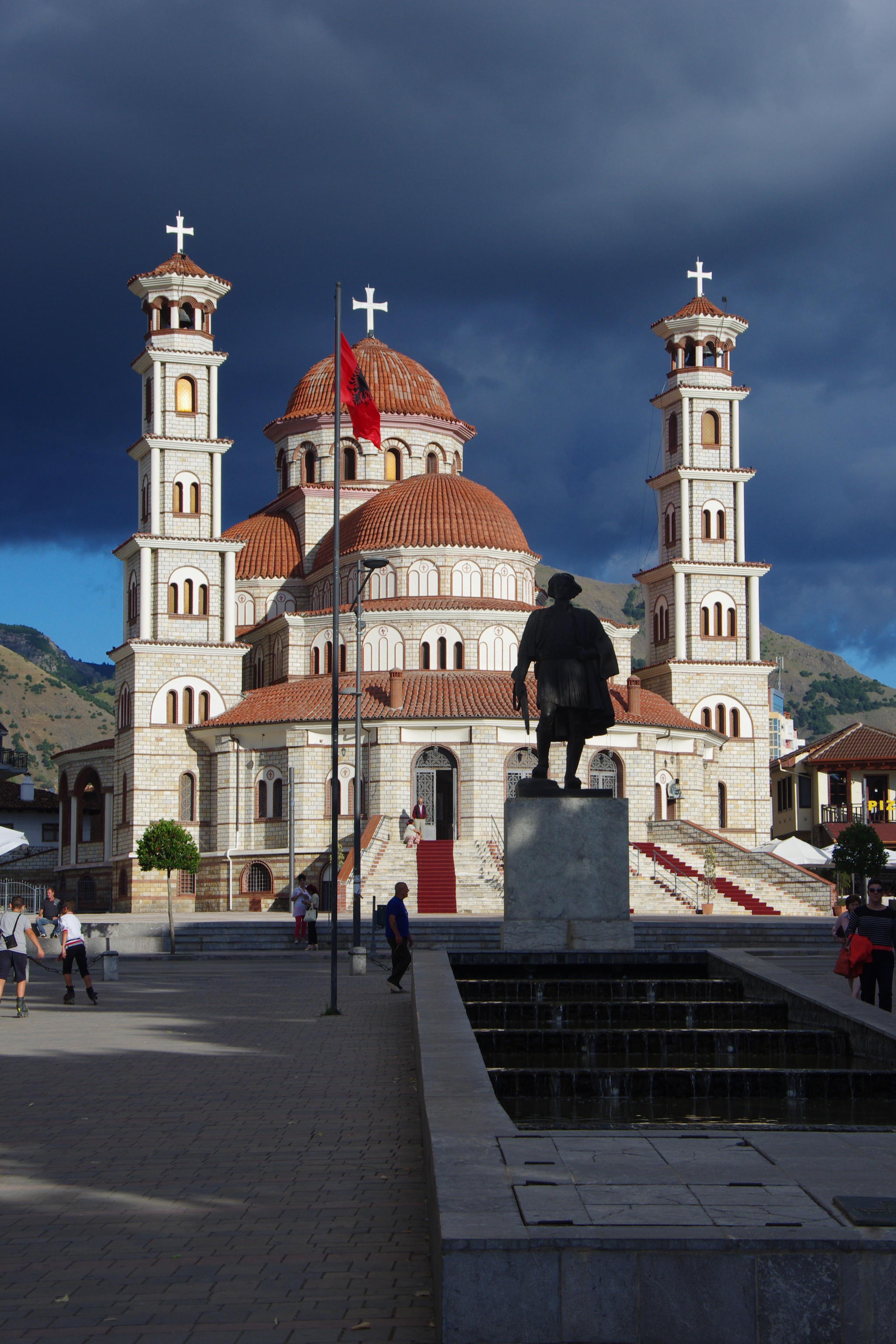
La cattedrale con di fronte la statua del combattente nazionale

La popolazione professa la religione cristiana ortodossa essendo la città da sempre un importante centro della Chiesa ortodossa albanese e dal 1670 sede vescovile metropolitana.
Sono presenti diverse chiese, prima fra tutte la nuova Cattedrale della Resurrezione di Cristo, ricostruita interamente in stile neo-bizantino nel 1992 dopo la distruzione da parte del regime comunista.
Presente in città anche una comunità islamica sunnita e nei dintorni con la moschea Iljaz Mirahori del 1494 (una delle più antiche dell'Albania), come pure la comunità bektashi con la tekke Turan.

## Cultura

### Università
Coriza è sede di una università intitolata dal 1994 al patriota albanese Fan Stilian Noli che fu anche politico, religioso, traduttore, scrittore e critico di musica e che nel 1924 fu per premier dopo la vittoria della Rivoluzione Democratica.
L'Università venne fondata il 7 gennaio 1992, ereditando l'esperienza dell'Istituto Agrario di Korçe fondato nel 1971. Oggi l'Università ha tre Facoltà: Agraria, Scienze della formazione ed Economia. Nel 1994 è stata istituita anche l'Alta scuola di infermeria.
Gli studi sono suddivisi in due tipi: a tempo pieno e part time e l'insegnamento si basa sul Processo di Bologna. Dal 2008 si studiano 16 programmi di studio. Alla facoltà di Scienze della Formazione viene conseguita la laurea di primo livello in lingua e letteratura, lingua Inglese, filosofia e sociologia, matematica e informatica, matematica e fisica, pedagogia. Alla facoltà di economia viene conseguita la laurea di primo livello in finanza, management, marketing e turismo. Alla facoltà agraria viene conseguita la laurea in agroalimentare, agrobusiness e orticultura. All'Alta Scuola di infermeria viene conseguita la laurea in infermeria generale e ostetricia.
Nell'ottobre 2009, all'inaugurazione dell'anno accademico 2009-2010, l'Università e precisamente la Facoltà di Economia ha istituito la sua filiale, ramo di turismo, a Pogradec, una città a 40 km circa da Coriza. La città di Pogradec è famosa per il suo straordinario lago che porta il nome di Ocrida e per i nomi di grandi poeti e scrittori albanesi, quali Lasgush Poradeci e Mitrush Kuteli.

### Musei
I principali musei di Coriza sono:
- Museo nazionale di arte medievale;
- Museo nazionale dell’educazione;
- Museo d'arte orientale ''Bratko'';
- Museo archeologico;
- Museo della fotografia[40]

## Sport
Il KS Skënderbeu è la società calcistica con sede in città.

## Amministrazione

### Gemellaggi
- Verona
- Cluj-Napoca
- Kosovska Mitrovica
- Giannina

## Galleria d'immagini

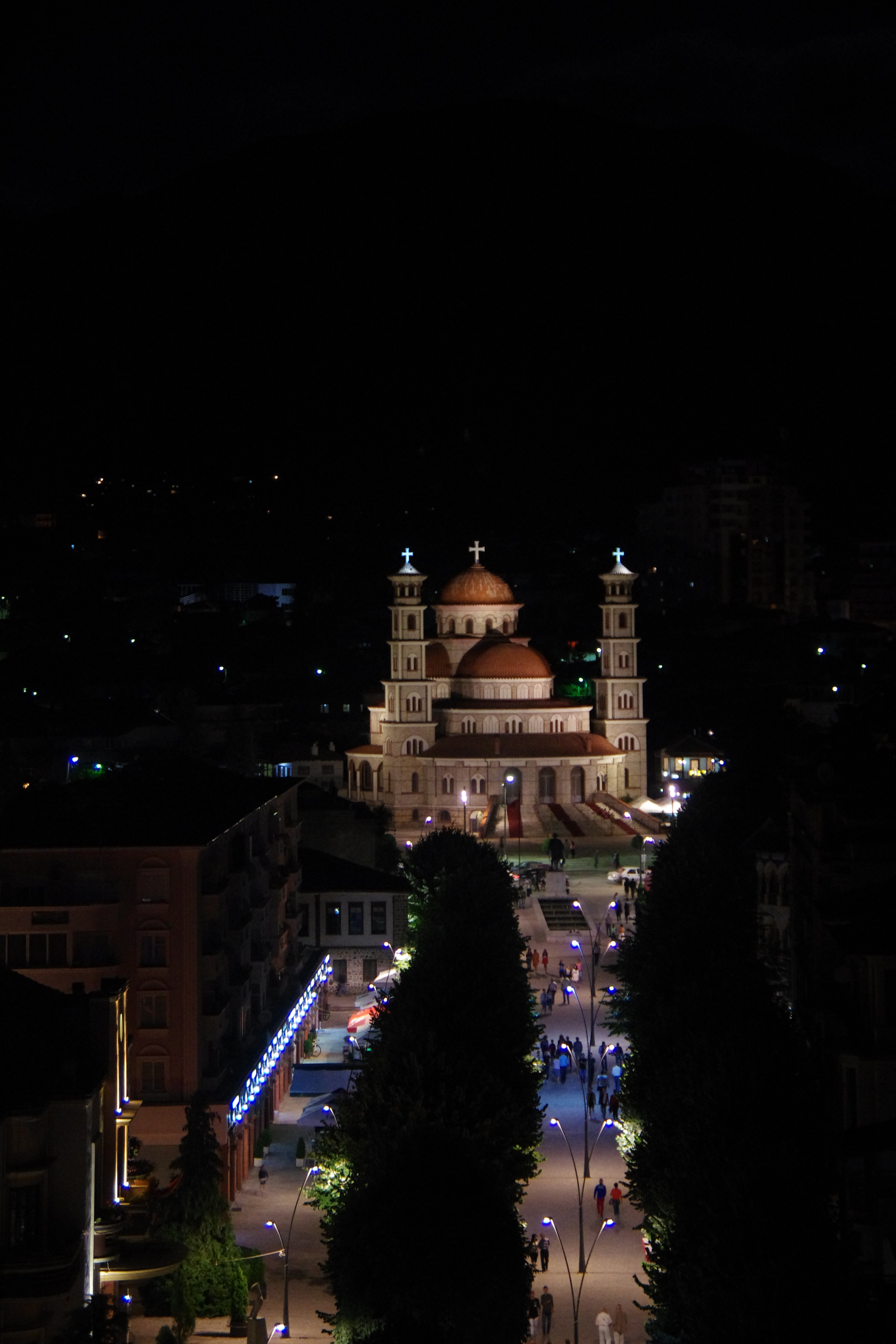
La cattedrale vista di notte
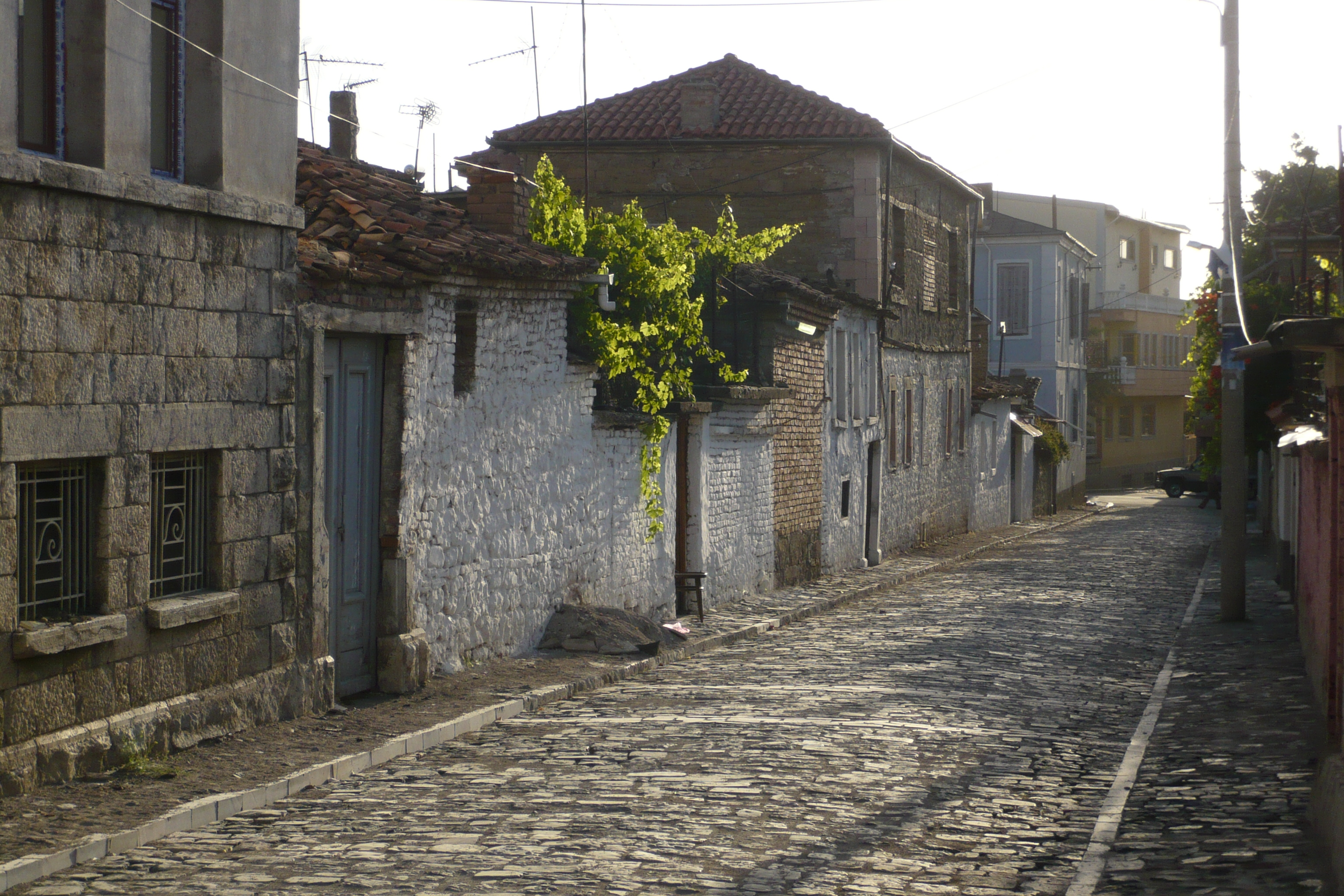
Strada di Coriza
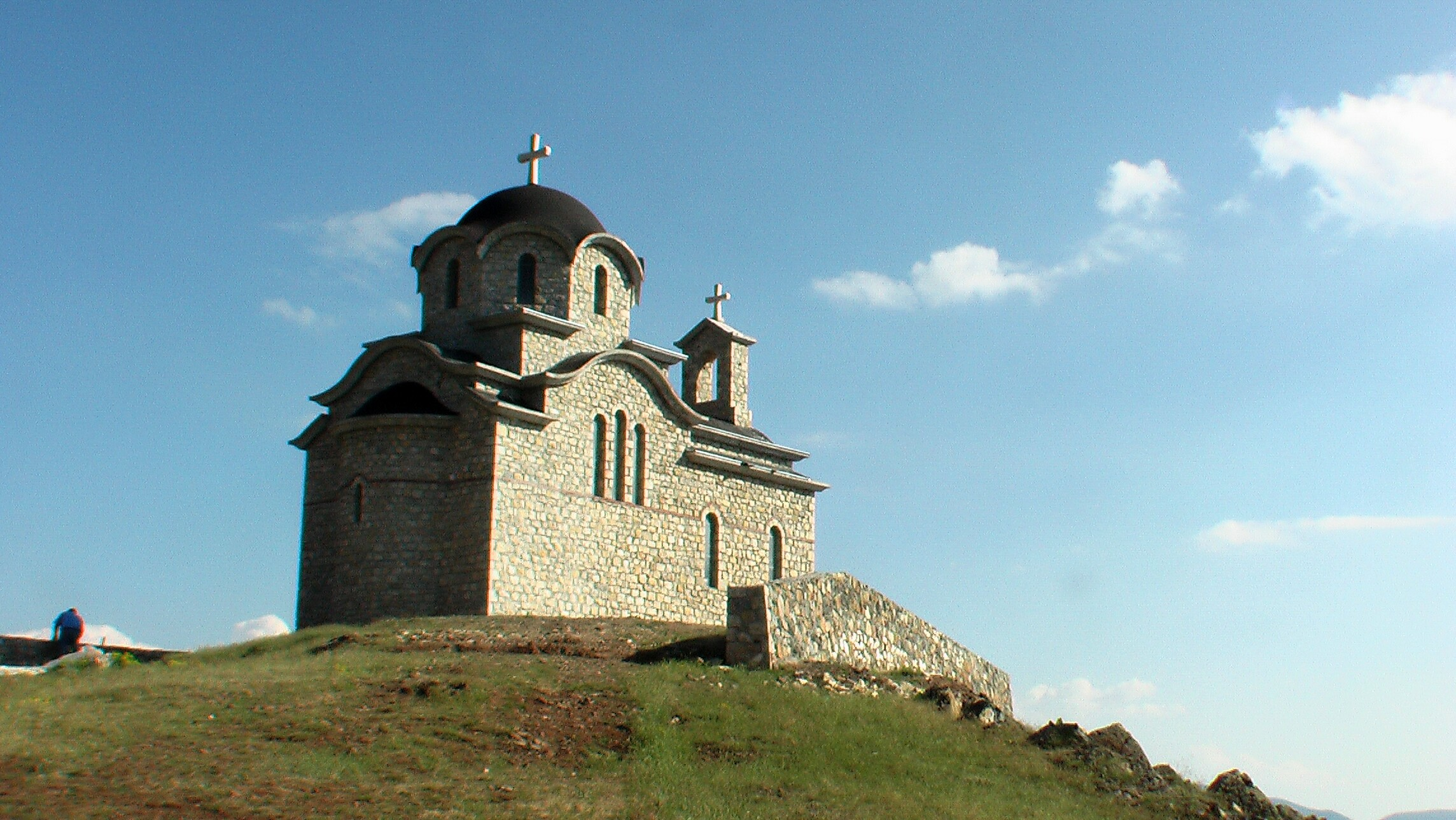
Chiesetta neo-bizantina
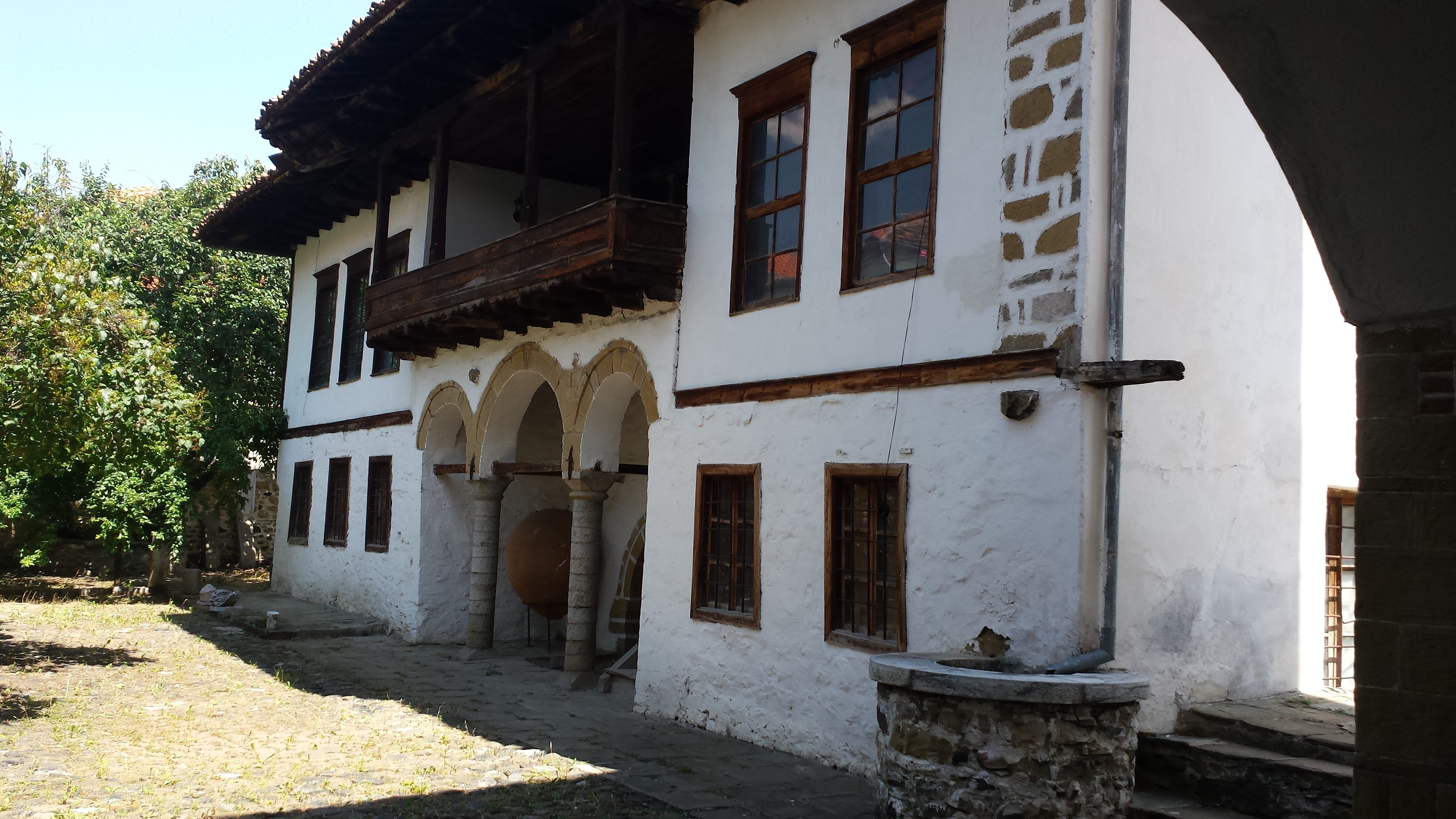
Museo archeologico
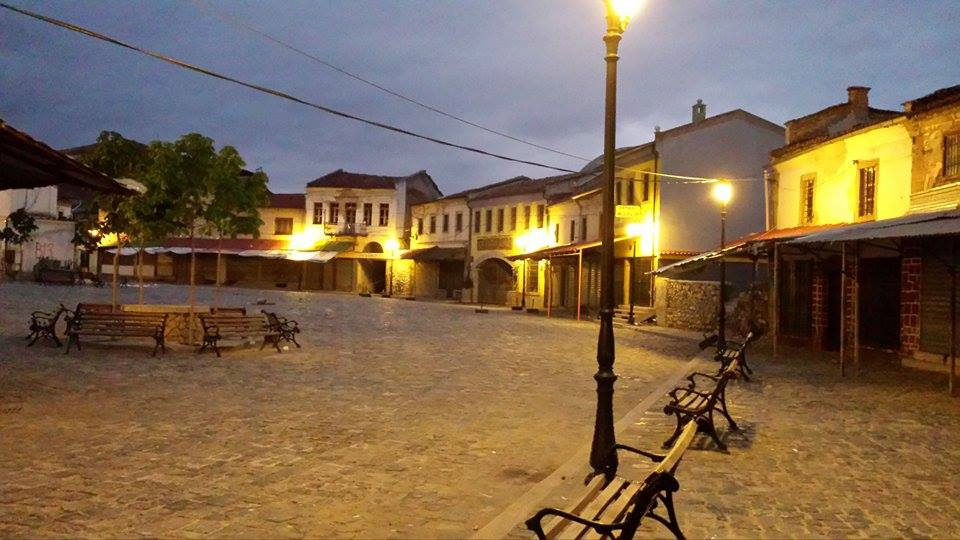
Vecchie case del bazar
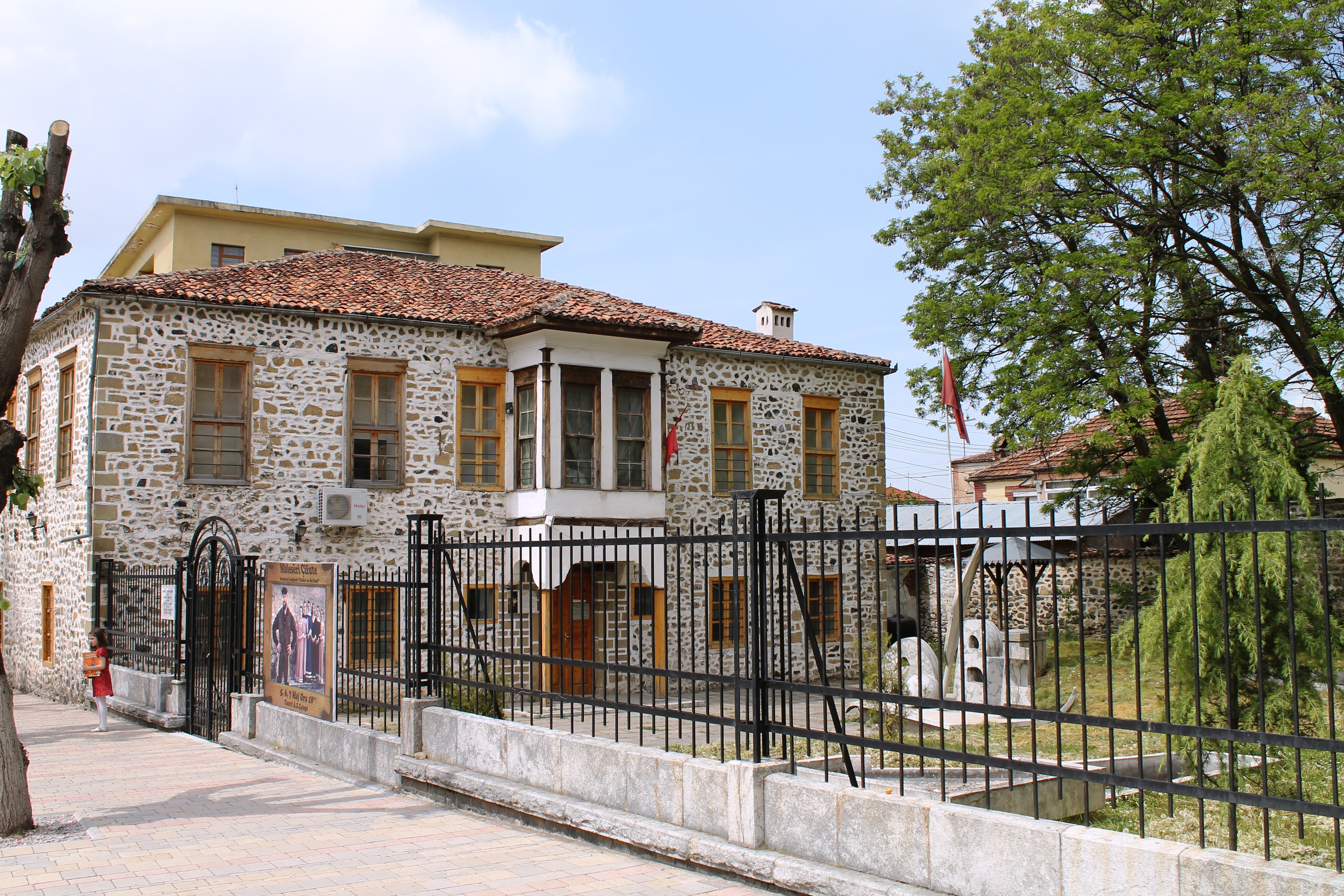
La prima moderna scuola in lingua albanese
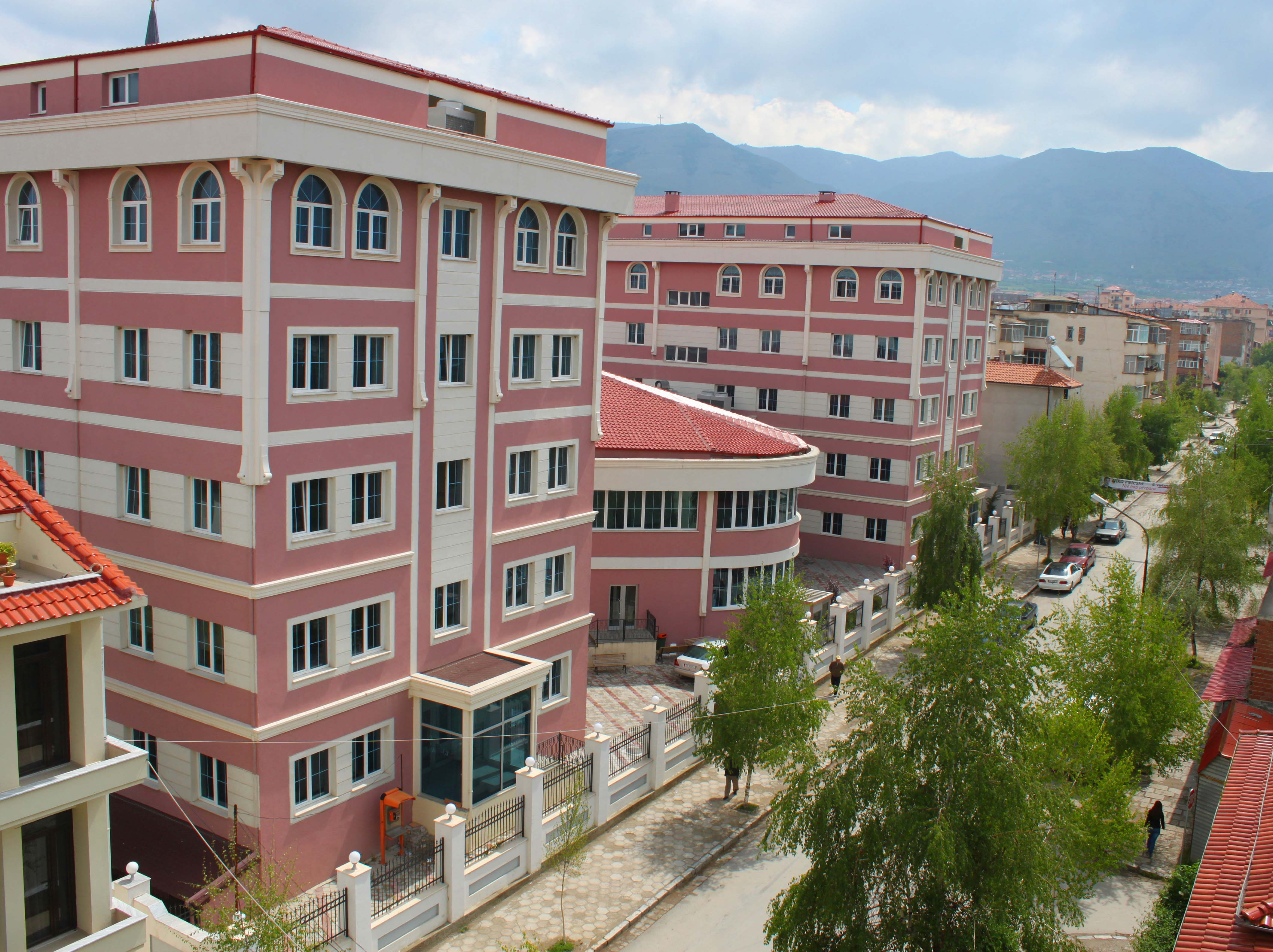
Nuove strutture cittadine
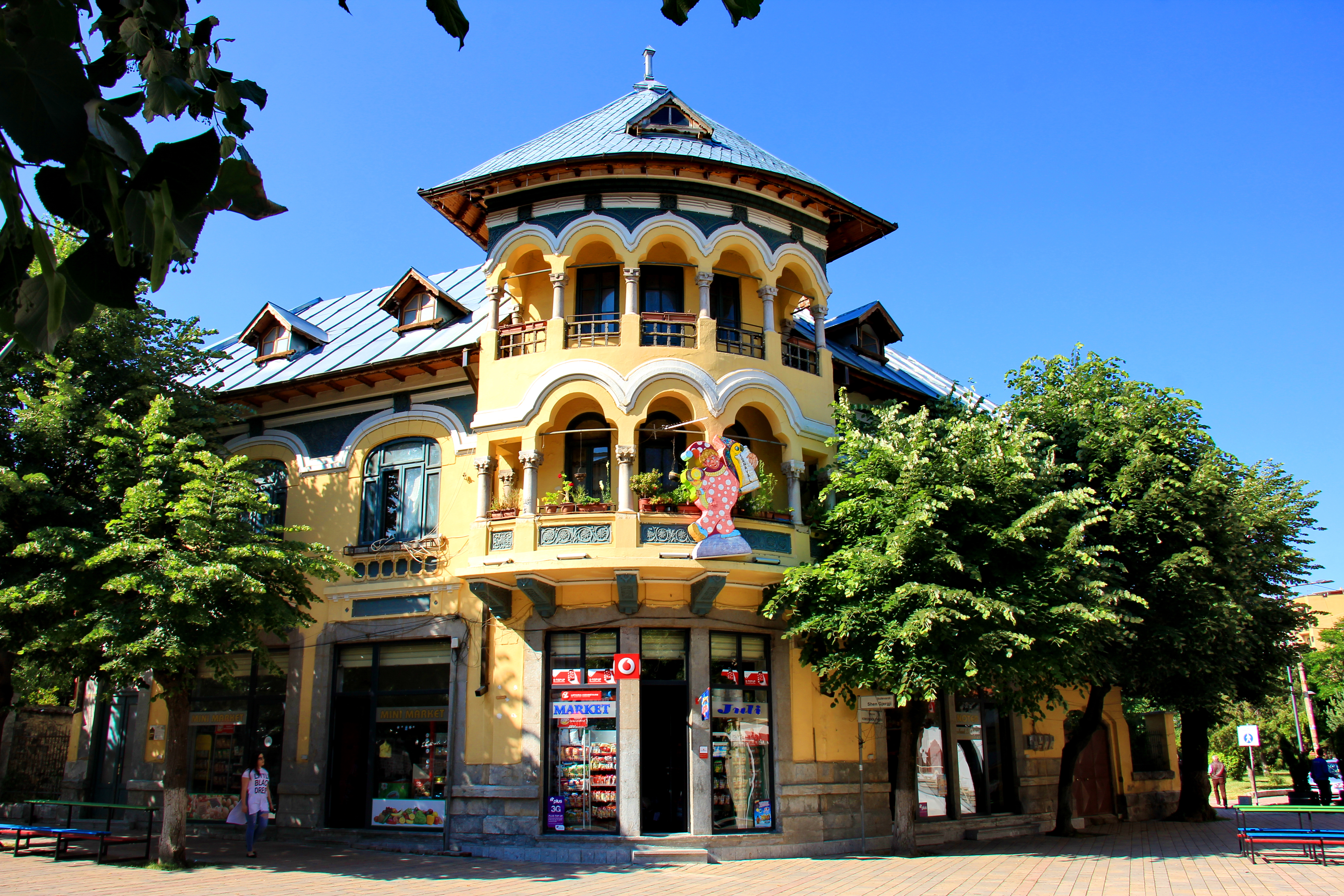
Palazzo in stile liberty
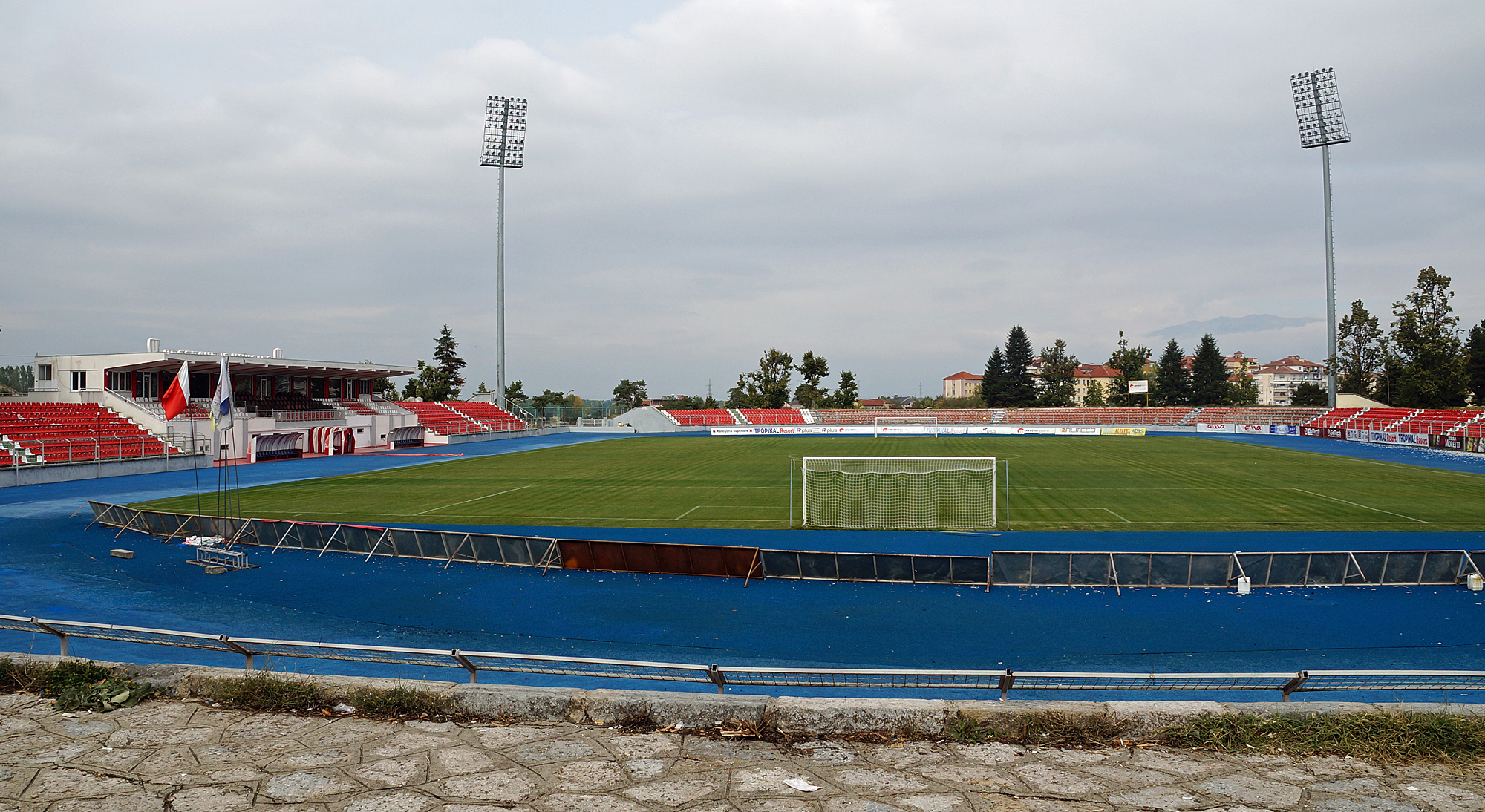
Stadio Scanderbeg
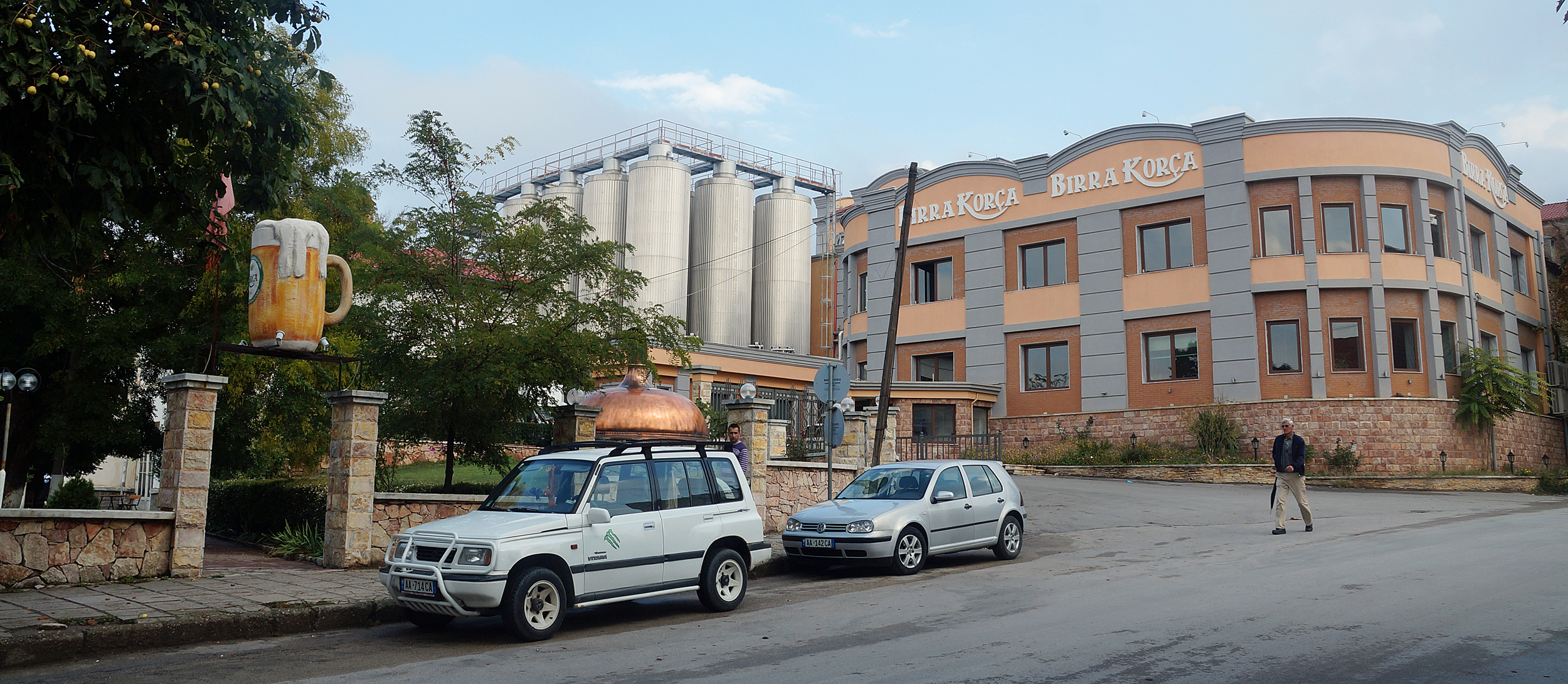
Stabilimento Birra Korça